# クリス・セイツ
クリストファー・"クリス"・セイツ（Christopher "Chris" Seitz, 1987年3月12日 - ）は、アメリカ合衆国・カリフォルニア州サン・ルイス・オビスポ出身の元サッカー選手。現役時代のポジションはGK。

## 経歴
メリーランド大学在学中はロビー・ロジャース、モーリス・エドゥ、グラハム・ズシとともにプレー。2005年にはNCAA男子ディビジョンIサッカーチャンピオンシップ制覇を経験した。
2007年のMLSスーパードラフトで、レアル・ソルトレイクの1位指名を受け入団。
2008年夏、U-23代表の一員として北京オリンピックに参加した。
2017年12月、ヒューストン・ダイナモにフリーで加入。
2019年1月11日、D.C. ユナイテッドへ移籍することが発表された。
2022年1月19日、自身のtwitterアカウントで現役引退を表明した。

## タイトル

### クラブ
メリーランド・テラピンズ
- NCAA男子ディビジョンIサッカーチャンピオンシップ : 2005

ソルトレイク
- MLSカップ : 2009
- MLSイースタン・カンファレンス: 2009

ダラス
- USオープンカップ : 2016
- サポーターズ・シールド : 2016

ヒューストン
- USオープンカップ : 2018

### 個人
- MLS年間人道賞（英語版）: 2012